# Aéroport de Jaipur

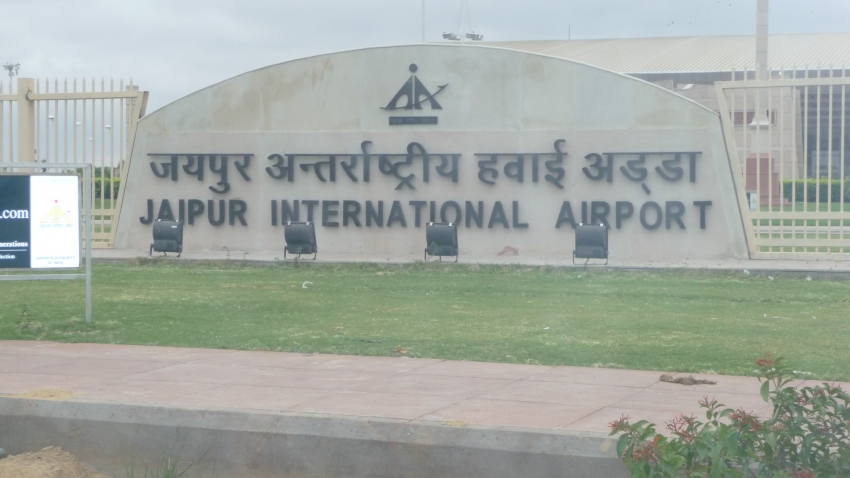
Aéroport de Jaipur

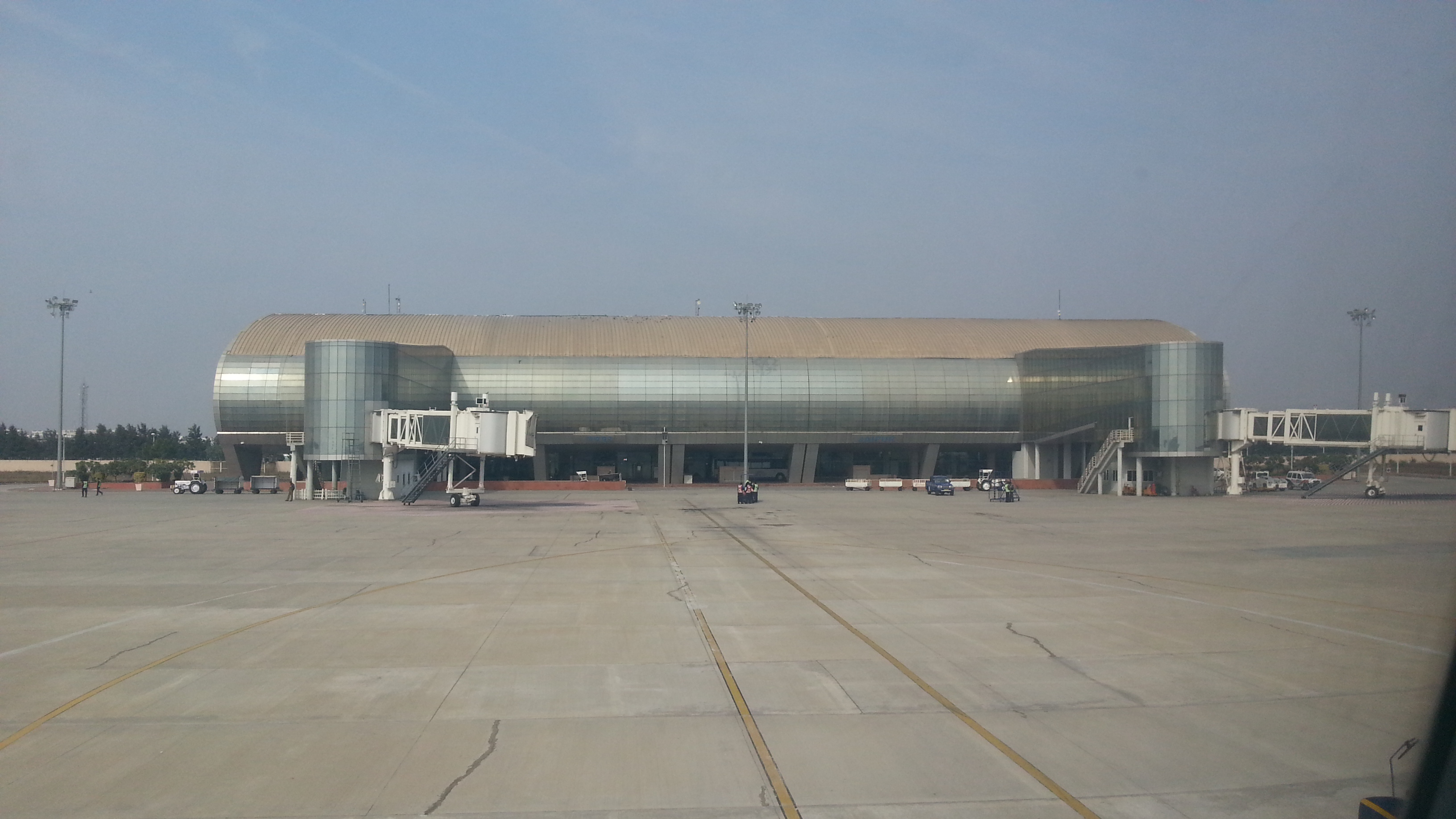
Terminal 2 vu du tarmac

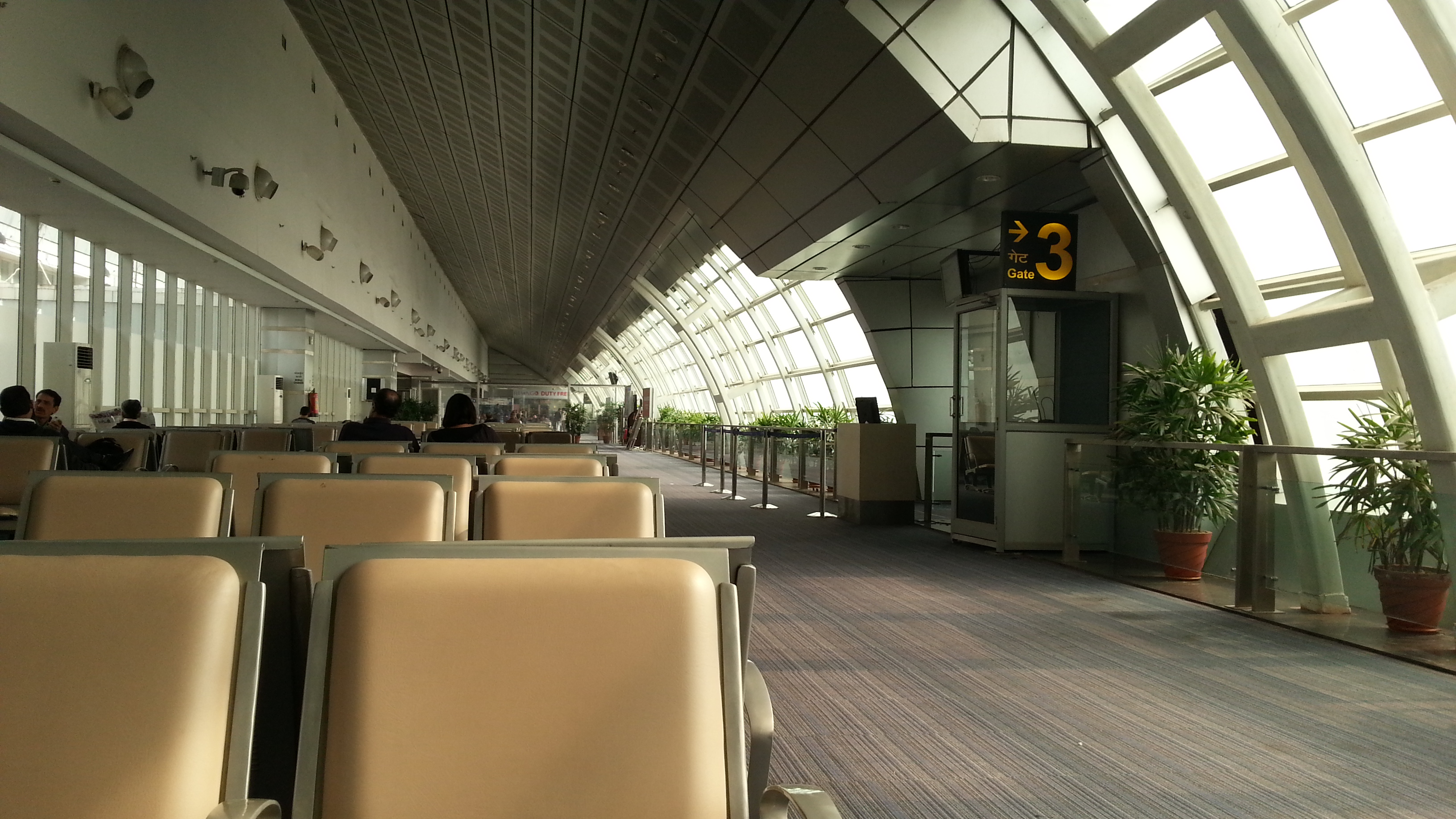
Intérieur du Terminal 2

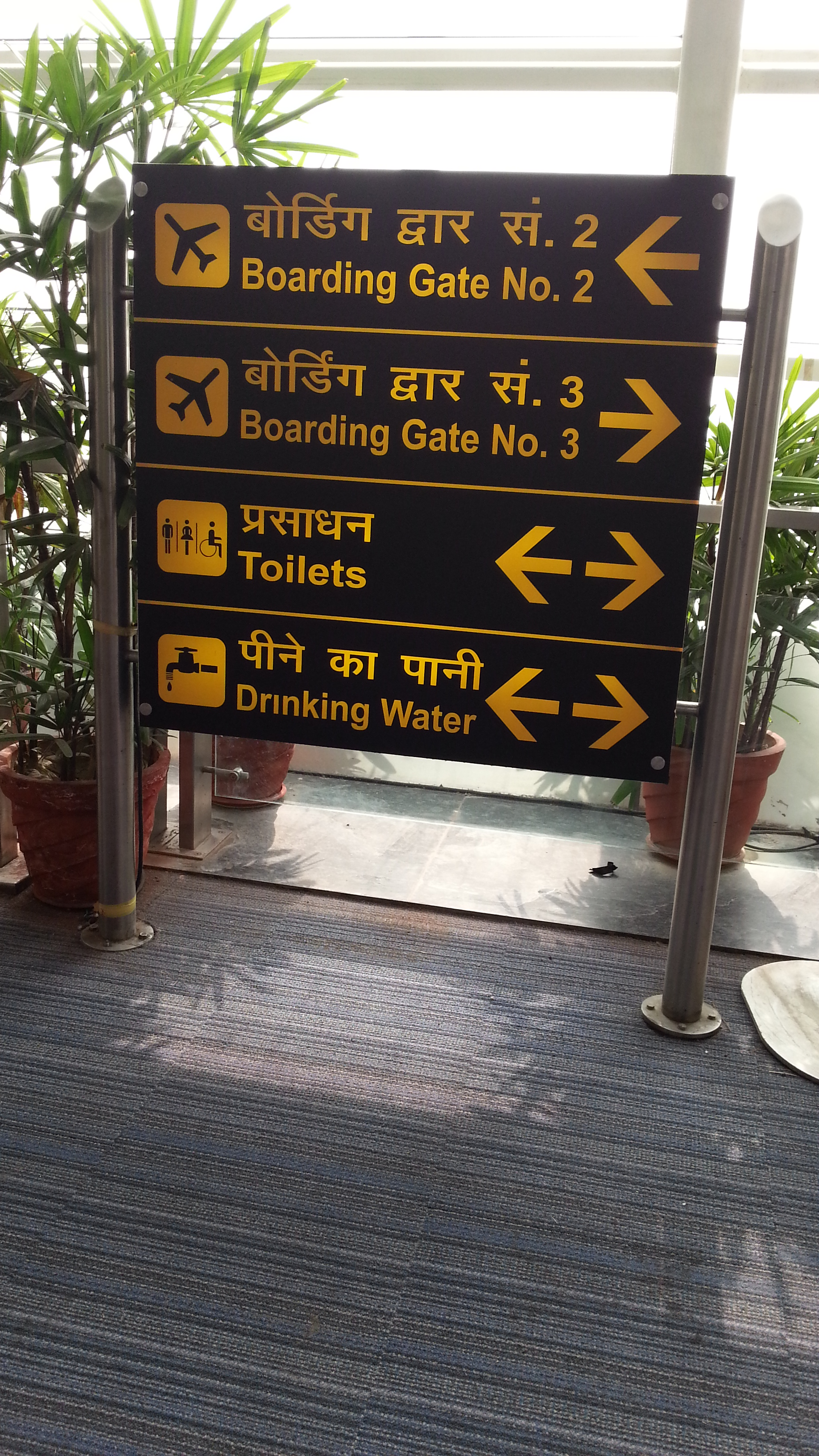
Signalétique de l'Aéroport de Jaipur

L'Aéroport de Jaipur  (code IATA : JAI • code OACI : VIJP) est un aéroport situé dans la banlieue sud de Sanganer, à 13 km de Jaipur, la capitale du Rajasthan, en Inde.
L'aéroport de Jaipur est le seul aéroport international de l'état du Rajasthan. Il obtient le statut d'aéroport international le 29 décembre 2005. Le tarmac peut accueillir jusqu'à 14 A320 et le nouveau terminal peut accueillir 1000 personnes en même temps. Il est par ailleurs prévu d'étendre la piste jusqu'à 3 658 mètres et d'agrandir le terminal, et ce dès juillet 2015.

## Situation
| \| 300 km1:23 714 000 \| Delhi Bombay Madras Bangalore Calcutta Hyderabad Cochin Ahmedabad Goa Pune Thiruvananthapuram Calicut Lucknow Guwahati Srinagar Jaipur Bhubaneswar Coimbatore Nagpur Indore Mangalore Visakhapatnam Patna Amritsar Chandigarh Tiruchirappalli Jammu Raipur Bénarès Agartala Port Blair Vadodara Imphal Bagdogra Madurai Bhopal Ranchi Aurangabad Udaipur Leh Tirupati Rajkot Jodhpur Dehradun Dibrugarh Silchar Gaya Cannanore Vijayawada Surate Durgapur Jamnagar Belagavi Hubli-Dharwad Khajurâho Nanded Aizawl Dimapur Agra Bathinda |
| 300 km1:23 714 000 |

## Statistiques
Pour des raisons techniques, il est temporairement impossible d'afficher le graphique qui aurait dû être présenté ici.

Voir la requête brute et les sources sur Wikidata.

## Compagnies aériennes et destinations
| Compagnies        | Destinations | Refs.                 |
| ----------------- | --- | --------------------- |
| Air Arabia        | Charjah | [citation nécessaire] |
| Air India         | Delhi-Indira Gandhi, Calcutta-N. S. C. Bose, Bombay-Chhatrapati-Shivaji | [ 4 ]                 |
| Air India Express | Dubaï | [citation nécessaire] |
| AirAsia India     | Bangalore-Kempegowda, Hyderabad-R. Gandhi, Pune | [citation nécessaire] |
| AirAsia X         | Kuala Lumpur | [ 5 ]                 |
| Alliance Air      | Agra, Nal-Bîkâner (en), Delhi-Indira Gandhi, Lucknow-Amausi, Bhopal-Raja Bhoj, Raipur, Udaipur | [citation nécessaire] |
| GoAir             | Ahmedabad-Sardar-Vallabhbhai-Patel, Cochin, Hyderabad-R. Gandhi, Calcutta-N. S. C. Bose, Bombay-Chhatrapati-Shivaji | [ 6 ]                 |
| IndiGo            | Ahmedabad-Sardar-Vallabhbhai-Patel, Bangalore-Kempegowda, Madras (Chennai), Delhi-Indira Gandhi, Goa-Dabolim, Guwāhāti, Hyderabad-R. Gandhi, Cochin, Calcutta-N. S. C. Bose, Lucknow-Amausi, Bombay-Chhatrapati-Shivaji, Pune, Surat, Varanasi (Bénarès)-Lal Bahadur Shastri | [ 7 ]                 |
| Oman Air          | Mascate | [citation nécessaire] |
| SpiceJet          | Ahmedabad-Sardar-Vallabhbhai-Patel, Amritsar-Guru-Ram-Das, Bhopal-Raja Bhoj, Dehradun, Dharamsala (en), Dubaï, Goa-Dabolim, Guwāhāti, Hyderabad-R. Gandhi, Jaisalmer, Jammu, Bombay-Chhatrapati-Shivaji, Shirdi Airport (en), Surat                                          | ,                     |
| Thai AirAsia      | Bangkok-Don Muang | [citation nécessaire] |

Édité le 19/04/2019

## Cargo
Le terminal cargo est adjacent à l'ancien terminal passager, et dispose d'une surface de 700 m2. Il a été fourni par Rajasthan Small Scale Industries Co. Ltd., dépendant du Gouvernement du Rajasthan.
| Compagnies         | Destinations                              |
| ------------------ | ----------------------------------------- |
| Blue Dart Aviation | Ahmedabad, Bombay, Delhi, Indore, Lucknow |

## Galerie

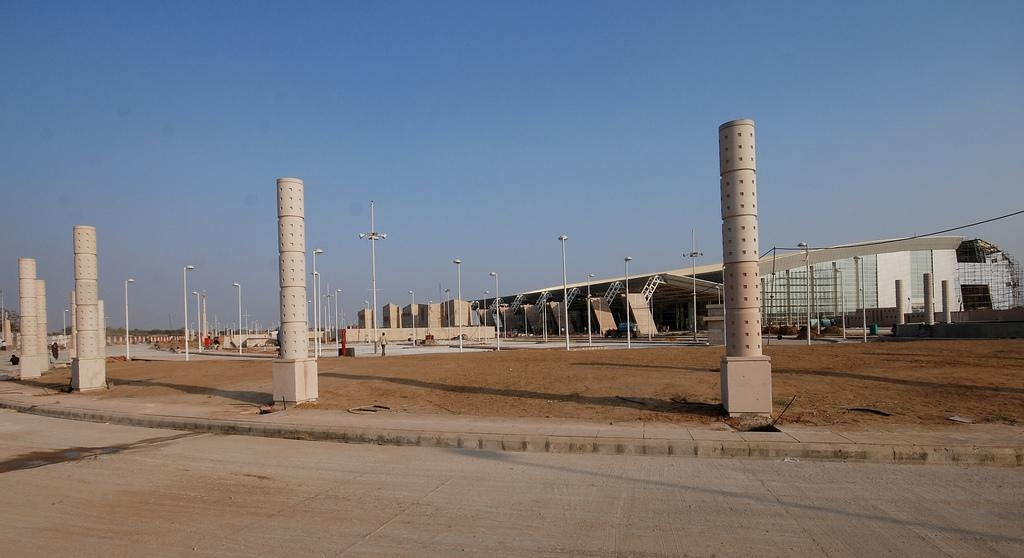
Vue de l'extérieur
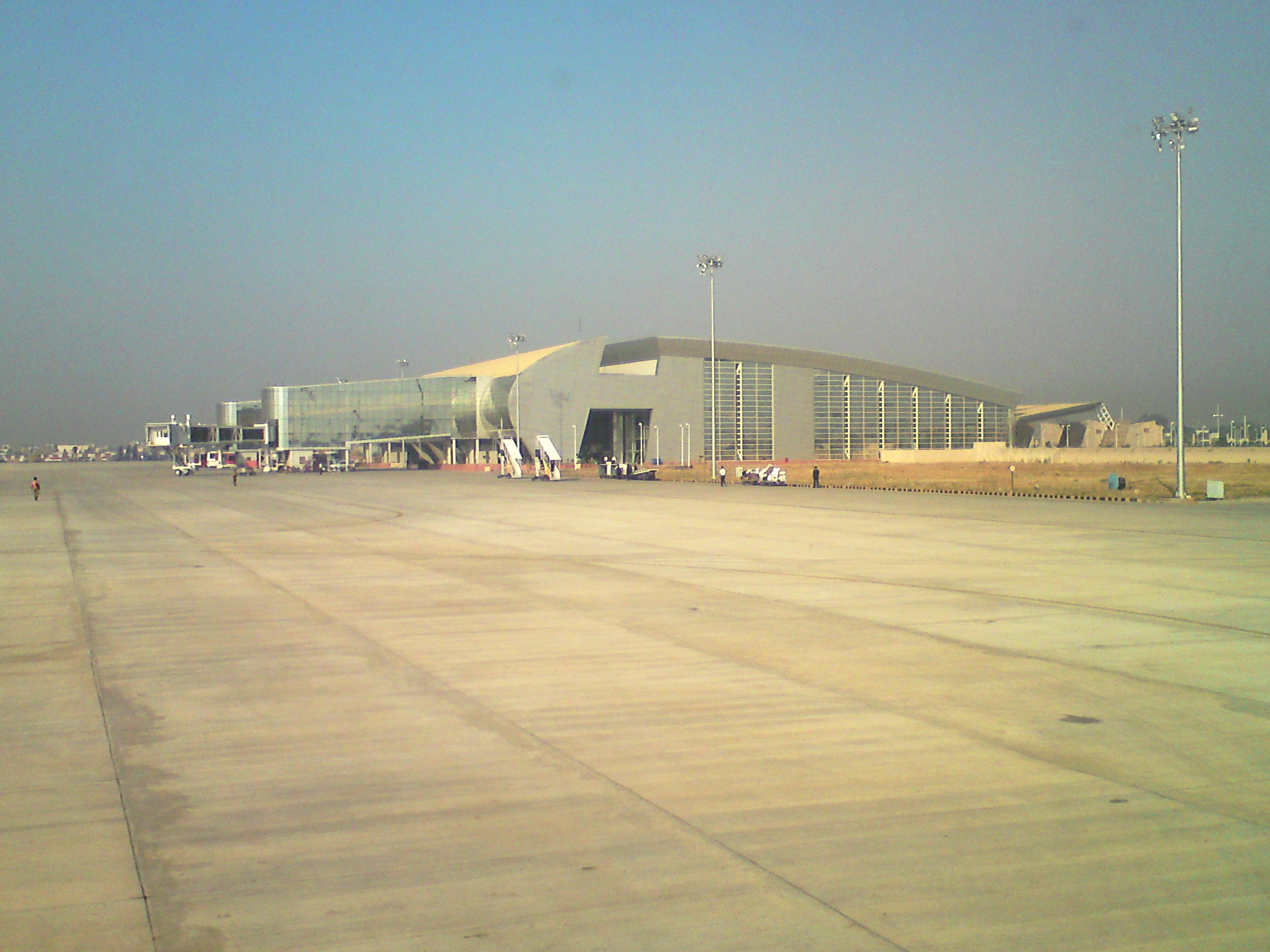
Vue du Terminal depuis le tarmacBuilding as seen from Apron
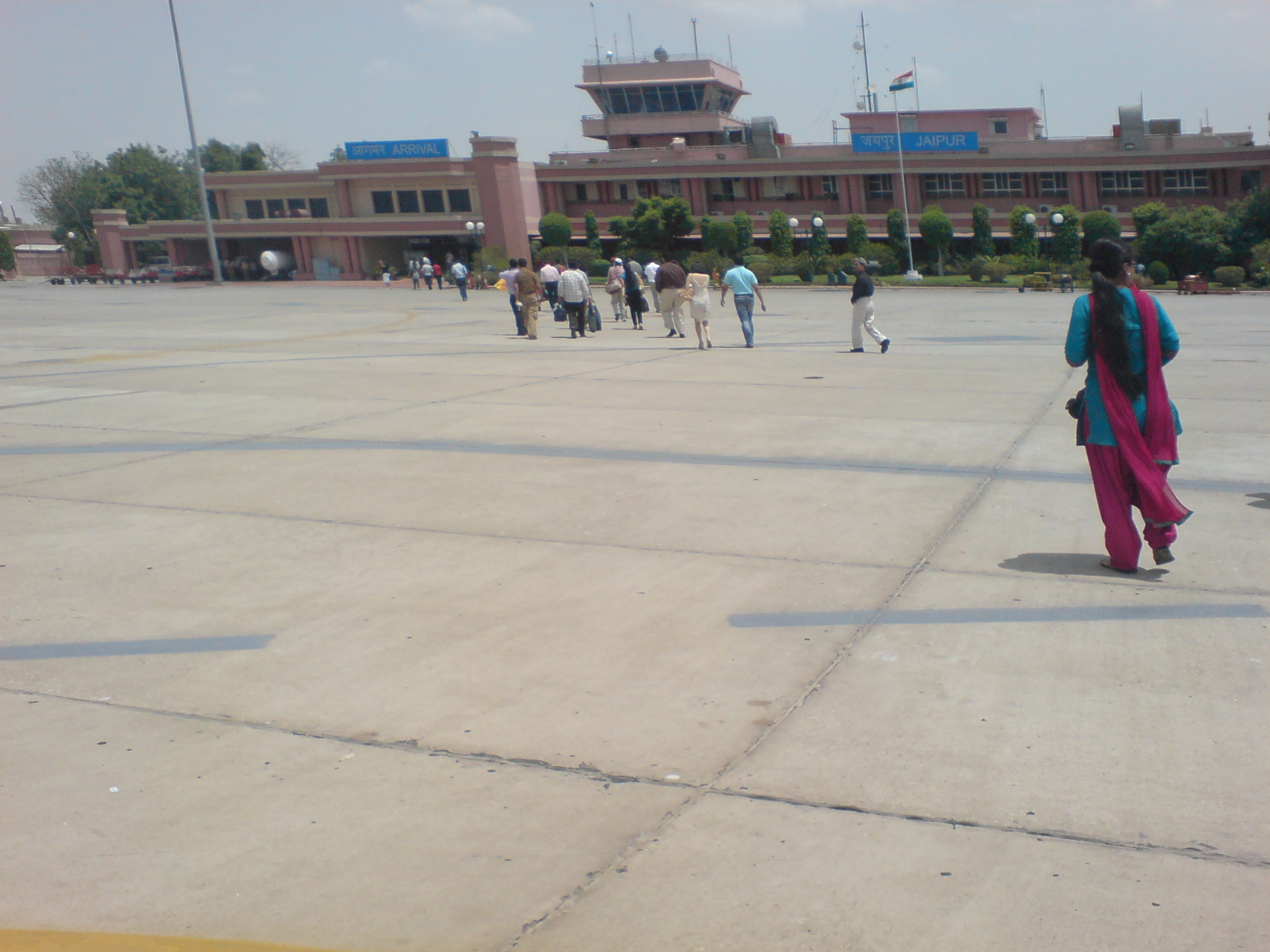
Ancien terminal
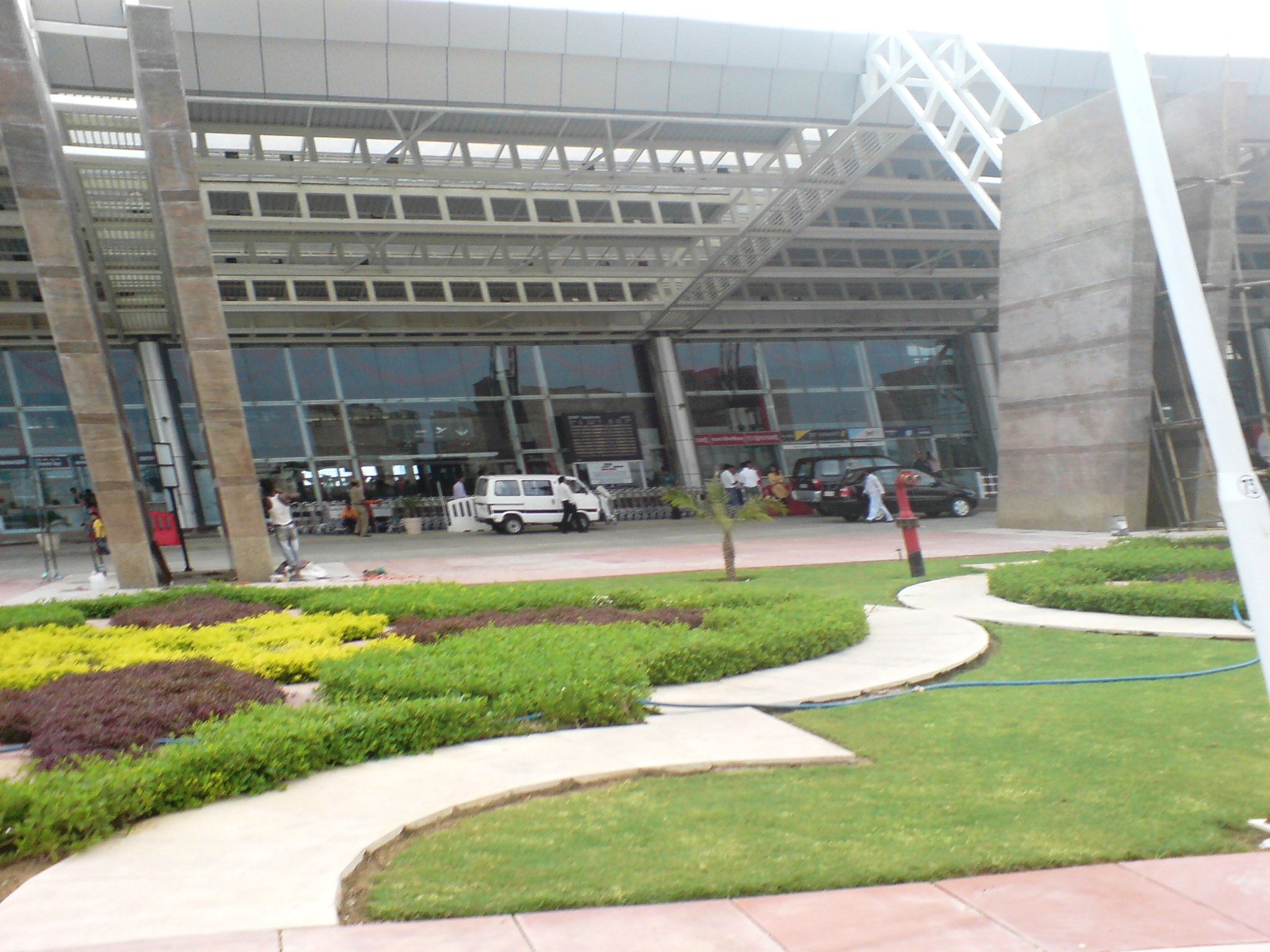
Terminal Building
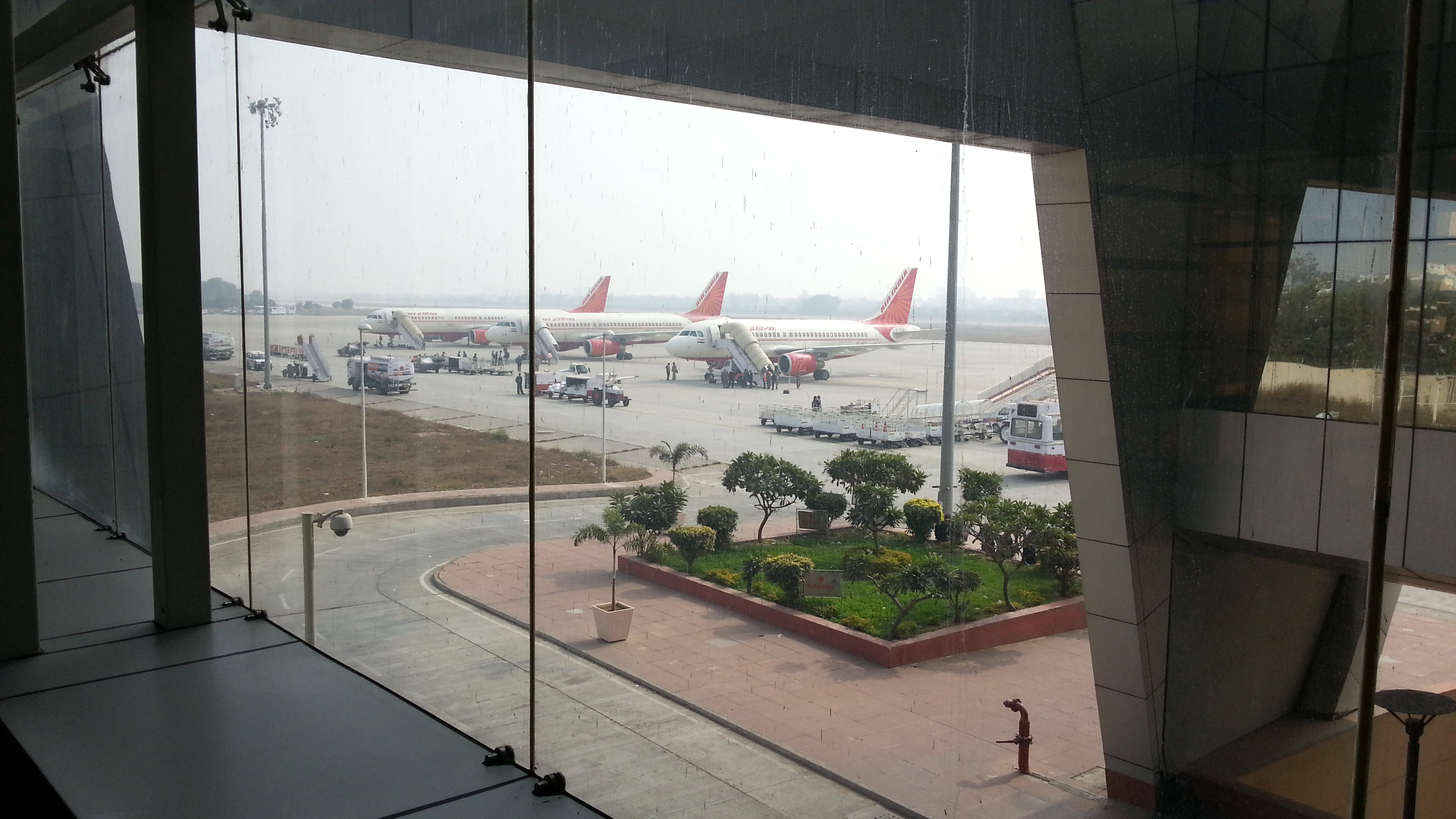
Avions d'Air India Planes à l'aéroport de Jaipur
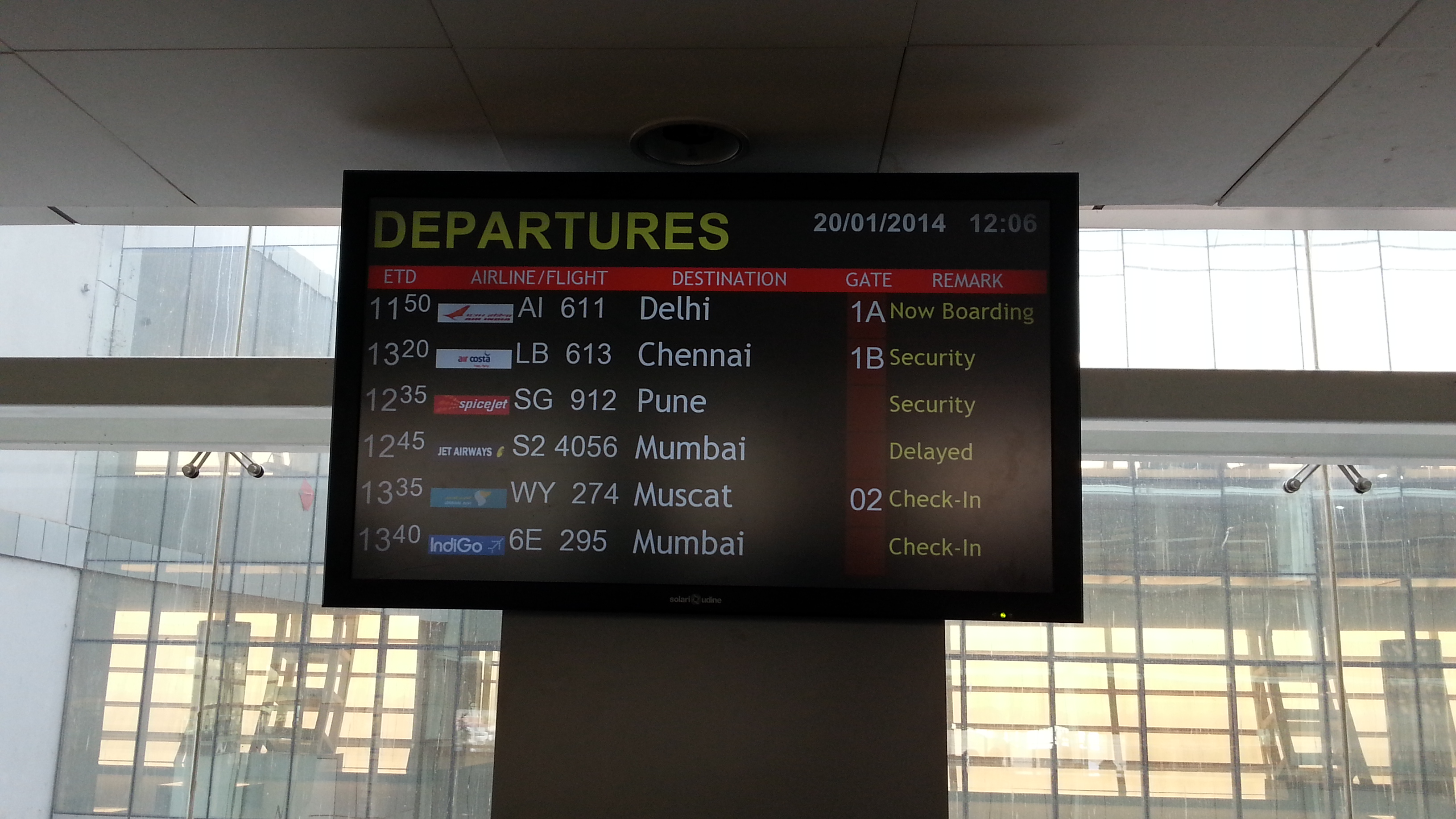
Flight Status at Jaipur Airport Terminal 2